# Gräsmyr
Gräsmyr är en småort i Nordmalings kommun drygt tre mil västsydväst om Umeå. Sommartid anordnas danser på Gräsmyr loge. I mitten av juli har orten till och med en egen dansvecka då det anordnas dans fyra dagar i rad. 

## Historia

### Medeltiden
Första skattelängderna i byn börjar år 1539, där återfinns Gräsmyr under namnet Graffsmyre. Tecken finns på att Gräsmyr fanns redan omkring år 1480.
Gräsmyr tillhörde ursprungligen till Umeå socken men när Nordmalings socken (då Nyakirkio socken) bildades fördes byn troligen till den nya socken. Den lydde dock fortsatt i juridiskt hänseende i Umeå tingslag fram till 1572 då byn överfördes till Nordmalings tingslag. 
De första gårdarna byggdes på området i byn som kallas Storbyn innan majoriteten av byggnationen finns i Fällan (Gräsmyr Centrum.

### 1900-tal
Verksamheter
Lundins Handel öppnade år 1907 och drivs än idag. 
Det fanns också bland annat : Telefonväxel och Läkemedelsförråd, Bageri/Kafé, Skrädderi, Jordbrukskassa/Bank, Skomakeri/Skoaffär och Slakteri.

#### Gräsmyr loge
Gräsmyr Bygdegårdsförening bildades våren 1951. Dans började att anordnas 1954 och lokalen fungerade nöjaktigt. Men 1958 förstördes allt vid en brand. Redan i januari året därpå började diskussionerna om ett nybygge och den 23 april 1961 var det nyinvigning. Då hade man också byggt en egen dansloge (under de första åren hyrdes bara plats för dansen). 1971 tillkom ytterligare en dansloge genom att en inköpt timmerloge uppfördes på området.  1968 byggdes köket ut och damrum, klubbrum och källarutrymmen tillkom också. Under 80-talet gjordes likaså en del om- och tillbyggnationer på både festplats och bygdegård och vintern 1996/97 byggdes den stora danslogen ut med en takad danspaviljong.
Föreningen är medlem i Bygdegårdarnas Riksförbund.

## Nutid
Det finns två förskolor, en F-6-skola och en Ica-butik på orten. 

## Befolkningsutveckling
| Befolkningsutvecklingen i Gräsmyr 1990–2020                   | Befolkningsutvecklingen i Gräsmyr 1990–2020 | Befolkningsutvecklingen i Gräsmyr 1990–2020 | Befolkningsutvecklingen i Gräsmyr 1990–2020 | Befolkningsutvecklingen i Gräsmyr 1990–2020 |
| ------------------------------------------------------------- | ------------------------------------------- | ------------------------------------------- | ------------------------------------------- | ------------------------------------------- |
|                                                               |                                             |                                             |                                             |                                             |
| År                                                            |                                             |                                             | Folkmängd                                   | Areal (ha)                                  |
| 1990                                                          | 1990                                        |                                             | 197                                         | 23#                                         |
| 1995                                                          | 1995                                        |                                             | 214                                         | 28                                          |
| 2000                                                          | 2000                                        |                                             | 198                                         | 28#                                         |
| 2005                                                          | 2005                                        |                                             | 195                                         | 28#                                         |
| 2010                                                          | 2010                                        |                                             | 186                                         | 33#                                         |
| 2015                                                          | 2015                                        |                                             | 188                                         | 37#                                         |
| 2020                                                          | 2020                                        |                                             | 170                                         | 36#                                         |
| Anm.: Ny tätort 1995. Upphörde som tätort 2000. # Som småort. |                                             |                                             |                                             |                                             |